# راسوی مصری
راسوی مصری (نام علمی: Mustela subpalmata) نام یک گونه از سرده راسو است.